# Ауэрнхаймер, Рауль
Рауль Ауэрнхаймер (нем. Raoul Auernheimer; 15 апреля 1876 года, Вена ― 6 января 1948 года, Окленд, штат Калифорния) ― австрийский юрист и писатель.

## Биография
Ауэрнхаймер был сыном немецкого предпринимателя Иоганна Вильгельма Ауэрнхаймера и его жены Шарлотты «Дженни» Бюхлер, которая была родом из Венгрии. В возрасте тридцати лет женился на Ирене Леопольдине Гутман, уроженке Будапешта.
Выпускник юридического факультета Венского университета. В 1900 году защитил докторскую диссертацию и стал асессором при городском суде.
Благодаря протекции своего дяди Теодора Герцля Ауэрнхаймер получил работу в издании Neuen Freien Presse. Там он вплоть до 1933 года писал статьи, посвящённые театральной критике. Свои тексты он публиковал как под собственным именем, так и псевдонимами Рауль Хеймерн и Рауль Отмар.

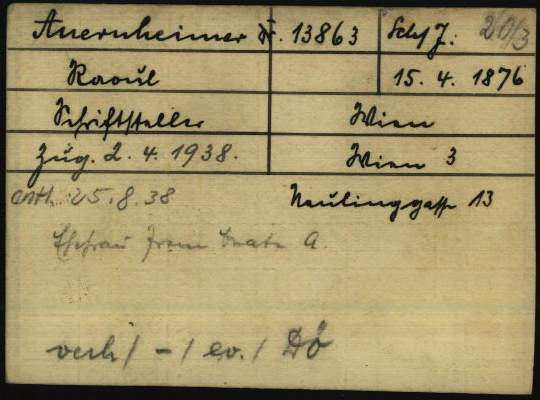
Регистрационная карточка Рауля Ауэрнхаймера в качестве заключенного в нацистском концентрационном лагере в Дахау

В 1923 году стал председателем австрийского отделения ПЕН-клуба и занимал эту должность вплоть до 1927 года, после чего остался на посту вице-председателя. 
В марте 1938 года был арестован и интернирован в концлагерь Дахау. По просьбе писателя Эмиля Людвига, генеральный адвокат Соединенных Штатов Раймунд Гейст опротестовал его арест. В конце 1938 года писатель был освобожден, после чего эмигрировал в Нью-Йорк .

## Сочинения
- Aus unserer verlorenen Zeit. - Vienna: Molden, 2004. - ISBN 3-85485-106-5
- Franz Grillparzer : der Dichter Österreichs. - Vienna: Amalthea-Verl., 1972
- Josef-Kainz-Gedenkbuch. - Vienna: Frisch, 1924
- Metternich : Staatsmann und Kavalier. - Munich: Heyne, 1978. - ISBN 3-453-55033-1
- Die rechte und die linke Hand. - Graz : Styria Verl., 1999. - ISBN 3-222-11635-0
- Das Wirtshaus zur verlorenen Zeit. - Vienna: Ullstein, 1948